# Hartheim (Meßstetten)
Hartheim ist eine Ortschaft im Zollernalbkreis in Baden-Württemberg, Das Dorf liegt auf der Schwäbischen Alb und gehört zur Stadt Meßstetten.

## Geschichte
Der Name Hartheim geht auf das mittelhochdeutsche Wort hart zurück, das „Wald- oder fester Sandboden“ bedeutet, und weist auf der Ursprung der Ortschaft als einer Siedlung im oder am Wald hin. Die Ortschaft wird erstmals 768 in einer Urkunde erwähnt.
Um die Jahrtausendwende gehört Hartheim zur Herrschaft Werenwag. Bereits 1284 wird die Herrschaft Werenwag als Ministeriale der Grafen von Hohenberg genannt, die zu dieser Zeit ihren Stammsitz zwischen Spaichingen und Schömberg hatten. Somit gehört Hartheim in der Herrschaft Werenwag zur Grafschaft Hohenberg, die später mit Sitz in Rottenburg am Neckar genannt ist. Die Grafschaft Hohenberg war unterteilt in Nieder- und Oberhohenberg, dessen Obervogteiamt Oberndorf am Neckar war, wozu auch Hartheim gehörte.
In kirchlicher Hinsicht gehörte der Heuberg zur Friedhofskirche in Nusplingen, bis Hartheim eine Kirche erhielt. 1477 wird eine Kaplanei in Hartheim erwähnt. Das Patronat besaß der Probst des Klosters Beuron. Die früher katholische St. Lamprechts-Kirche in Meßstetten wurde 1275 erstmals erwähnt. 1360 stiftet die Haiterbachlinie der Tierberger eine Jahrzeit in der Kirche St. Lamprecht zu Meßstetten, in deren Krypta etliche Tierberger begraben sind. Im 14. Jahrhundert wurden noch drei weitere Altäre mit je einem Kaplan gestiftet. Die Pfarrei war zudem noch mit den Patronatsrechten von Meßstetten und Frohnstetten ausgestattet und bildete mit seinen vier Geistlichen 1354 ein kleines Chorherren-Stift. 1557 werden in den Nusplinger Filialorten Hartheim und Unterdigisheim eigenständige Kirchen mit Friedhöfen errichtet. 1692 streitet der Heinstetter Pfarrer über den Novalzehnt in Hartheim.
Die Einwohner von Hartheim erkauften die Zollbefreiung für den Ebinger Markt. Jeder Haushaltsvorstand lieferte ein Viertel Korn, das sogenannte Zollkorn.
1837 wurde Hartheim von der Herrschaft Werenwag an Fürstenberg verkauft, während der übrige Teil der Herrschaft mit Kolbingen, Renquishausen und Unterdigisheim im Besitz der Herren von Ulm verblieben.
Bei der baden-württembergischen Kreisreform wechselte Hartheim mit Wirkung zum 1. Januar 1973 vom Landkreis Stockach in den neugebildeten Zollernalbkreis.
Am 1. Januar 1974 wurde Hartheim nach Meßstetten eingemeindet.

## Politik

### Ortsvorsteher
Ortsvorsteher ist Bodo Schüssler.

## Wirtschaft und Infrastruktur

### Wasserversorgung
Die Wasserversorgung wird durch den Zweckverband Wasserversorgung Hohenberggruppe aus einer Quelle in Beuron gewährleistet, die Hohenberggruppe hat ihren Sitz in Meßstetten.

### Religion

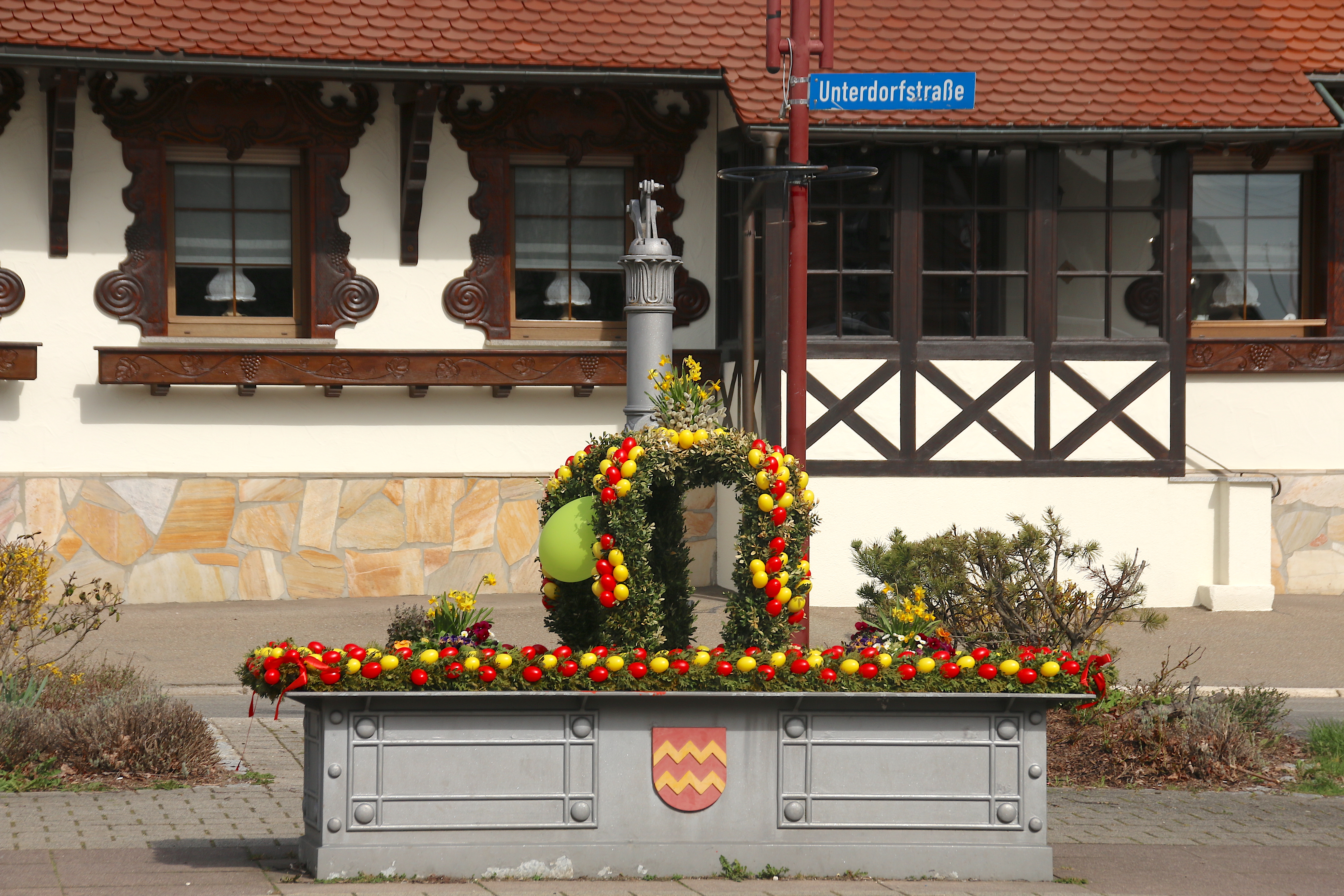
Osterbrunnen in Hartheim

Hartheims Bevölkerung ist überwiegend römisch-katholischer Konfession. Die katholische Kirchengemeinde ist über das Dekanat Sigmaringen-Meßkirch der Erzdiözese Freiburg zugehörig. Evangelische Kirchenmitglieder gehören der Evangelischen Landeskirche in Baden in Stetten am kalten Markt an.
Meist besuchen die Protestanten die Gottesdienste in der nähergelegenen Lamprechtskirche oder Friedenskirche in Meßstetten, welche anderen Kirchen angehören.

## Sagen

### Der totgeglaubte Sensenmann bei der Burg Meßstetten in Diensten von Johannes Teufel aus Hartheim
Die Burg Meßstetten war ein standesgemäße Anlage am Bschorner Weg auf dem Schlossberg hinter dem Kählesbühl am Bschorner Weg nach Heinstetten mit Abzweig nach Hartheim im Sperrgebiet. Die von Größe und Beschaffenheit her vergleichbaren Burgställe in Hossingen sind frei zugänglich und wurden vom Schwäbischen Albverein mit einer Brücke, Schotterwegen und CAD Simulationen auf Schautafeln touristisch erschlossen. Dort befand sich einst der Hof des Ritter Heinrich von Tierberg mit dem Beinamen Haiterbach.
Der edle Ritter hatte sehr wahrscheinlich seinen Besitz in Haiterbach verkauft und dafür seine neue Herrschaft erworben, deren Mittelpunkt ganz in der Nähe von Heinstetten lag.
1380 wird ein Berthold B(e)schornen von Schwenningen in Urkunden des Klosters Beuron erwähnt. Die in der damaligen Zeit bedeutende, katholische St Lamprechtskirche in Meßstetten wird von Heinrich und Burkhard von Tierberg unterstützt und Stiftskirche. 1360 stiftet der Burgherr eine Jahrzeit für sich, seine Vorfahren und Nachkommen in der Kirche zu Meßstetten (St. Lamprecht, nach Erdbebenschäden 1911 weitgehend erneuert), wo seine Mutter, seine Frau und drei Schwestern in der Krypta begraben sind.

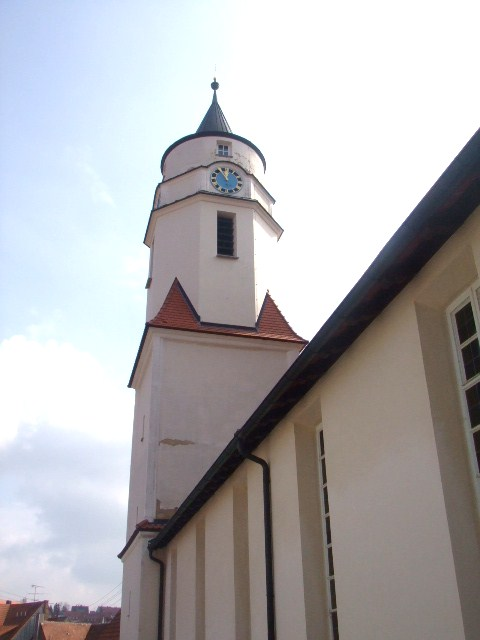
Evangelische Lamprechtskirche Meßstetten-Begräbnisort der Meßstetter Burgherren

1370 kam die Herrschaft Meßstetten an die Wildentierberger Linie.
Auf dem Weg von dieser Burg nach Heinstetten gab es eine überdachte hölzerne Brücke. Darunter suchte während eines Gewitters an einem 15. Juli Johann Matthaeus Müller und sein Sohn mit ihren Sensen Schutz. Er führte für Johannes Teufel, Bürger von Hartheim, Mäharbeiten aus. Ein Blitz schlug in die Brücke ein. Der zu Hilfe gerufene Heiligenpfleger Fischer hielt den Verunfallten zunächst für tot. Es wurden drei „rothe Striemen in Schlangenform“, ein verbrannter Strumpf, zwei Löchlein im Strumpf wie Schrot, ein rotes Mahl und abgeschmolzenes Zinn am Besteck gefunden. Nach einer halben Stunde konnte der zunächst Totgeglaubte sich wieder bewegen. Brandpflaster und Aderlass waren die medizinische Behandlung. Nach acht Tagen soll er wieder seiner Profession nachgegangen sein.